# Maison Engelhardt
La Maison Engelhardt est un bâtiment historique situé dans le District central de Saint-Pétersbourg (Russie). Connu comme le centre de la vie musicale de Saint-Pétersbourg, l'édifice est situé à l'angle du canal Griboïedov et de la perspective Nevski (n° 30).

## Histoire
En 1759-1761 un manoir de 3 étages a été construit. En 1799, le bâtiment fut acheté par le millionnaire excentrique Mikhaïl Alekseevich Kusovnikov'.
Au début du XIXe siècle, des concerts de la Société Philharmonique de Saint-Pétersbourg ont eu lieu ici. En 1823-1828, au rez-de-chaussée se trouvait la librairie d'Ivan Slenin, où se rendaient Alexandre Pouchkine, Vassili Joukovski, Ivan Krylov, Anton Delvig, Piotr Viazemski, Nikolaï Gnieditch et Kondrati Ryleïev.
En 1829-1832, la maison qui appartenait à Olga Mikhailovna Engelhardt fut reconstruite selon les plans de l'architecte Paul Jacot dans le style du classicisme tardif. Parmi les nouveaux locaux, la salle de concert avec une excellente acoustique s'est démarquée. Le mari de l'hôtesse, le colonel Vassili Engelhardt, a continué à organiser des soirées musicales et des bals masqués selon la tradition.
Engelhardt animait les soirées des assemblées Nobles et Petits Bourgeois. Hector Berlioz, Richard Wagner, Johann Strauss Jr., Franz Liszt, Clara Schumann, Mikhaïl Glinka, Anton Rubinstein, Pauline Viardot se sont produits à la Philharmonie.

## Actualité

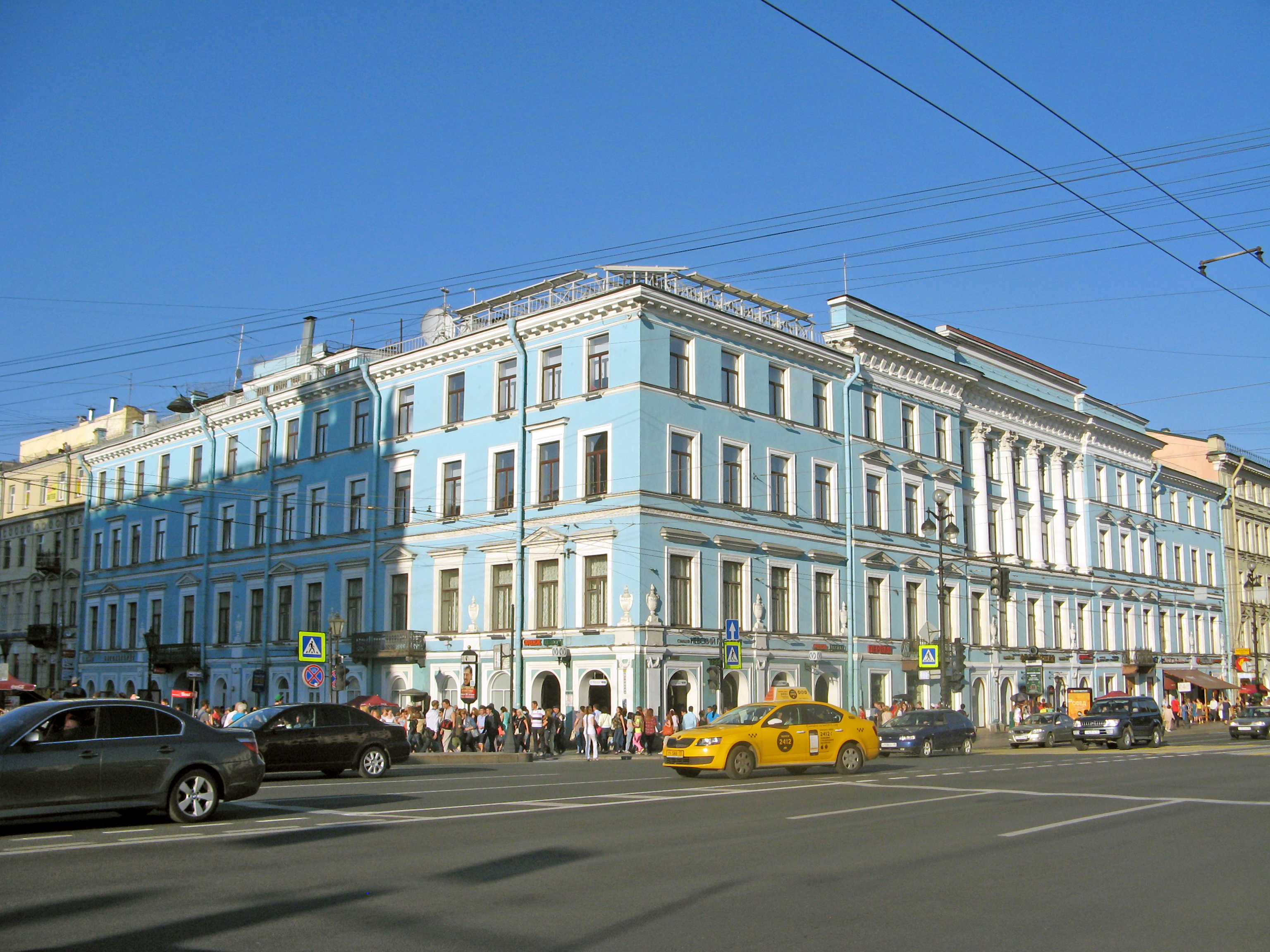
Vue depuis la place Kazan

Depuis 1934, le bâtiment abritait l'Institut de recherche Gipronickel. Le bâtiment, endommagé pendant le siège de Leningrad, fut restauré en 1944-1948. En 1949, la Petite Salle de Concert de la Philharmonie de Saint-Pétersbourg ouvre ses portes. En 1966-1968 le hall d'accès de la station de métro « Perspective Nevski » est intégré dans la partie d'angle du bâtiment faisant face au canal Griboïedov. En 1995, le centre d'affaires international « Nevski, 30 » a ouvert ses portes.

## Liens
- http://encspb.ru/object/2855709150?lc=ru
- http://www.citywalls.ru/house1550.html
- http://www.nevsky30.ru/history/